# Cantonul Clisson
Cantonul Clisson este un canton din arondismentul Nantes, departamentul Loire-Atlantique, regiunea Pays de la Loire, Franța.

## Comune
- Boussay
- Clisson (reședință)
- Gétigné
- Gorges
- Monnières
- Saint-Hilaire-de-Clisson
- Saint-Lumine-de-Clisson